# Delomerista novita
Delomerista novita är en stekelart som först beskrevs av Cresson 1870.  Delomerista novita ingår i släktet Delomerista och familjen brokparasitsteklar. Arten är reproducerande i Sverige. Utöver nominatformen finns också underarten D. n. europa.